# プウコホラ・ヘイアウ

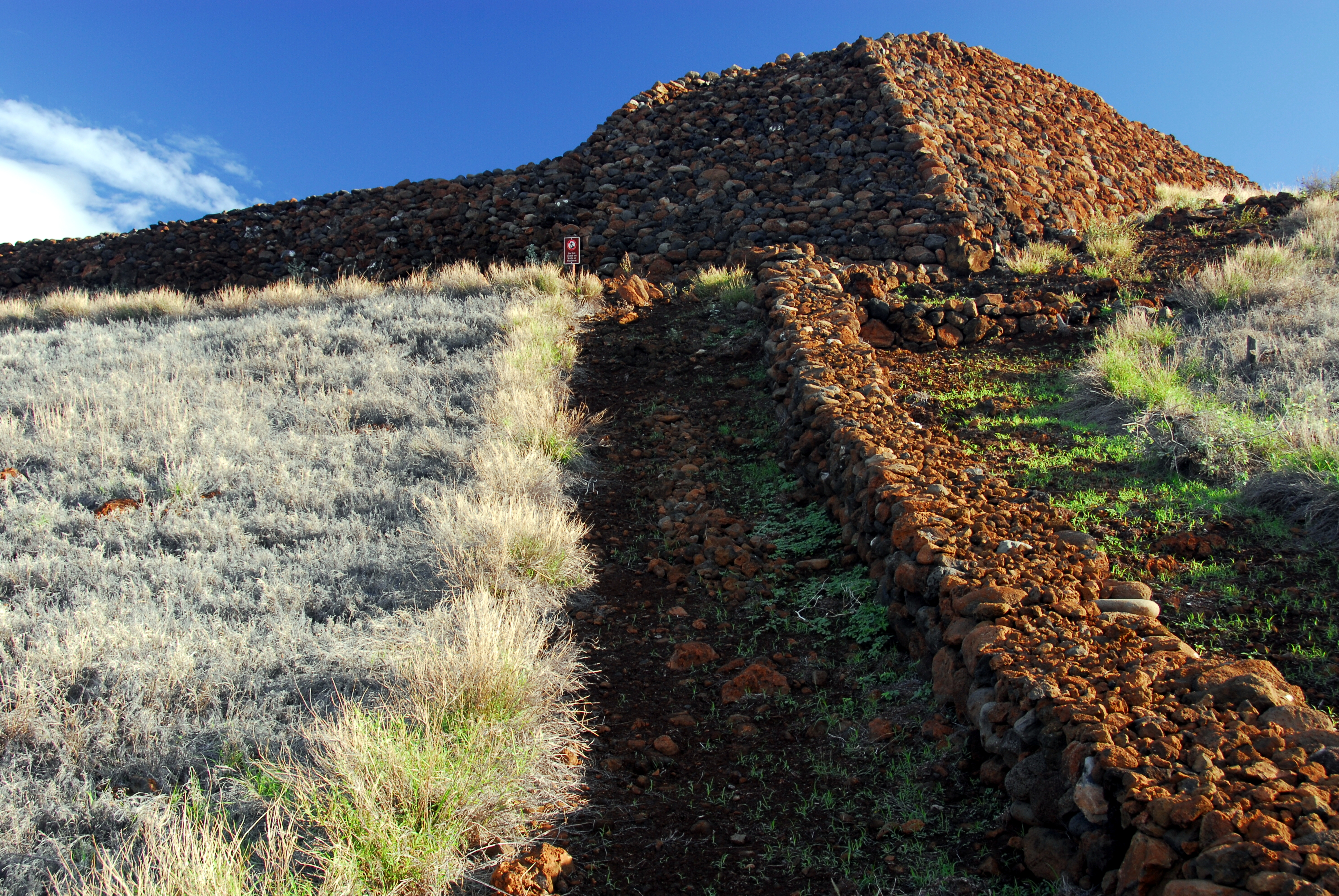
プウコハラ・ヘイアウ国立史跡

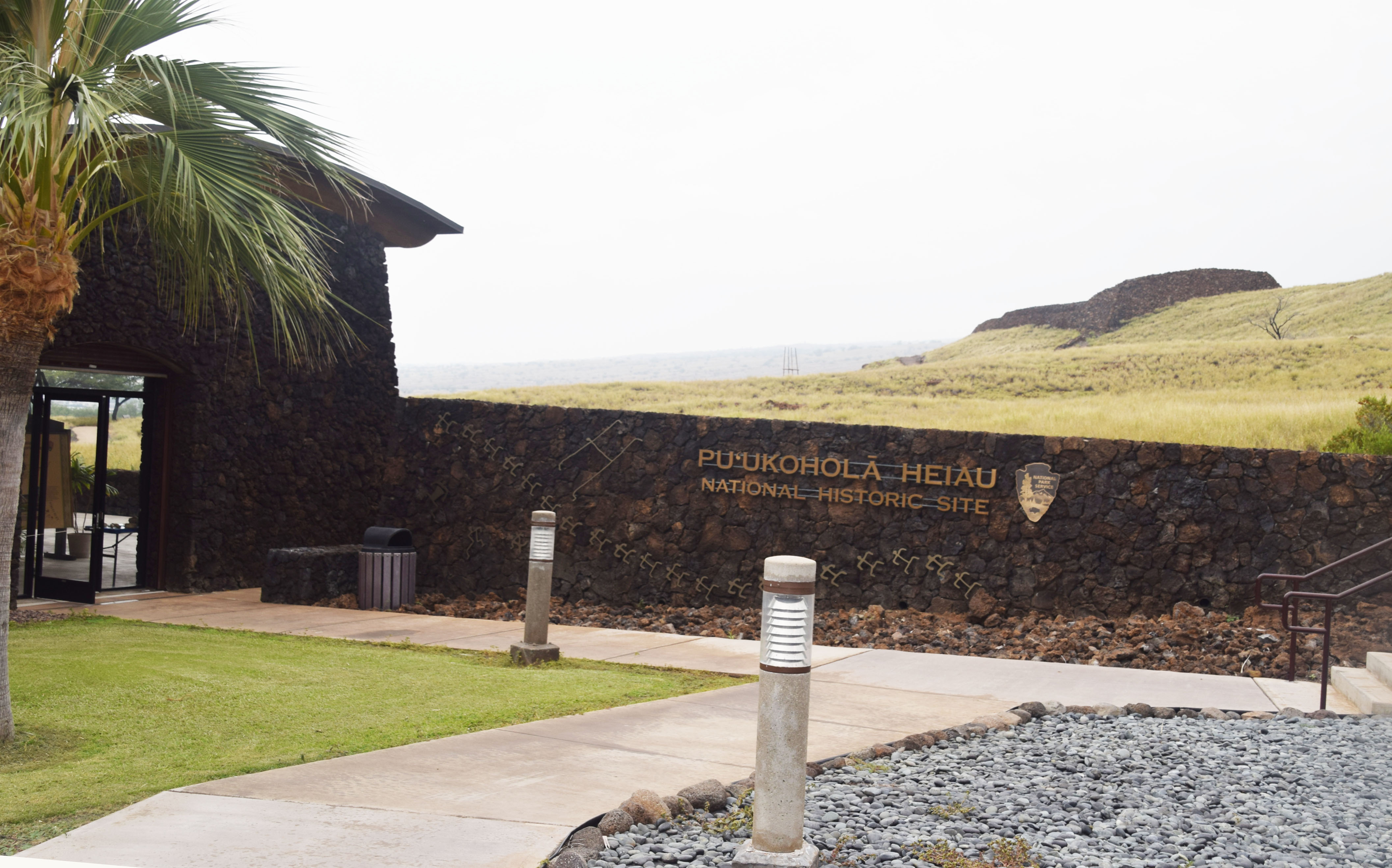
情報センターへの入り口

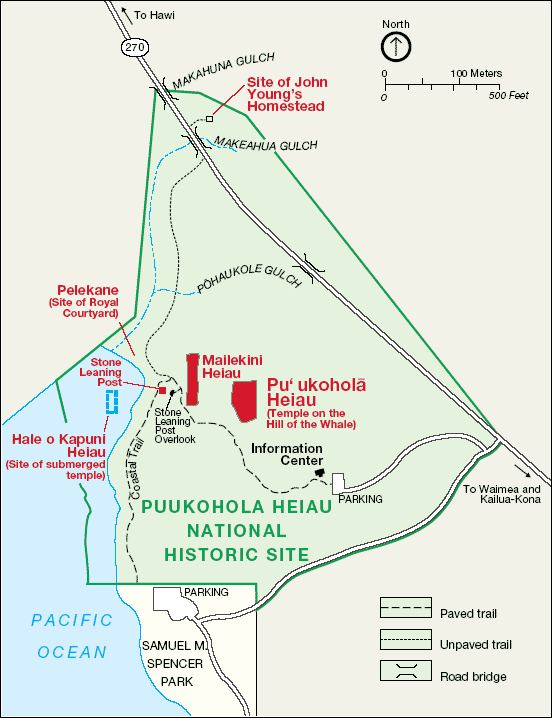
国立史跡の全体図

プウコホラ・ヘイアウ（英語: Puʻukoholā Heiau）は、アメリカ合衆国ハワイ州ハワイ島のサウス・コハラ（
北緯20度01分36秒 西経155度49分12秒 / 北緯20.02667度 西経155.82000度座標: 北緯20度01分36秒 西経155度49分12秒 / 北緯20.02667度 西経155.82000度
）にあり、ハワイ語で「鯨の丘の聖所」を意味し、カメハメハ大王が冬には鯨が見えるこの場所に軍神クーに捧げて建てたヘイアウ（聖所）が残っている。1962年に国立史跡として指定されている。  

## 概要
カメハメハは1791年にこの巨大なヘイアウ（68メートルx30メートル）を完成して、和平のためと称していとこのケオウア・クアフウラ（Keōua Kuahuʻula）を招いて、彼を突然殺害した。その前年には彼との間のヒロの戦い（Battle of Hilo）で勝ったが、ケオウアが逃げ出していたもので、これでカメハメハはまずハワイ島を完全に掌握して、それからハワイ諸島の他島への征服にかかる。
国立史跡入口には「情報センター」があり、この公園全体について、またカメハメハ大王の一生について、学ぶことができる。
プウコハラ・ヘイアウの西側（海側）に、これも大きなマイレキニ・ヘイアウ（Mailekini Heiau）があり、これは何かはっきりしないが、すでに16世紀からロノに捧げられたこのヘイアウがあったともいわれている。 そこからさらに海中には、ハレ・オ・カプニ・ヘイアウ（Hale o Kapuni）が沈んでいるのが発見されている。
情報センターから史跡内を見て回るトレイルが整備されていて、プウコホラ・ヘイアウ、マイレキニ・ヘイアウを経て、ペレカネ（Pelekane）の谷（王族の居住地）へ下りて、さらに海岸に添って南へ下り、予備駐車場へ達する。晴れていれば、遠く対岸のマウイ島を望み、冬は鯨の潮吹きを見ることができる。（右「国立史跡の全体図」を参照。）

## 交通
ハワイ島西部のカイルア・コナまたはコナ国際空港からハワイ州道19号線で北へワイメア方面へ向かい、ハワイ州道270号線へ入りすぐ、カワイハエの手前（南）で左手・海岸側（西側）にある。